# Фрер-Орбан, Вальтер
Юбер Жозеф Вальтер Фрер-Орбан (фр. Hubert Joseph Walthère Frère-Orban) (24 апреля 1812 — 2 января 1896) — бельгийский либеральный политический и государственный деятель. Глава правительства Бельгии с 3 января 1868 по 2 июля 1870, и с 19 июня 1878 по 16 июня 1884.

## Ранние годы
Родился в городе Льеж, образование получил в домашних условиях, а позже учился в Париже, докторская степень получена в  Лёвенском государственном университете, после чего имел юридическую практику в родном городе. Отождествлял свои взгляды с идеями либеральной партии и позиционировал себя как противника католических клерикалов. Он был противником ограничений свобод. Он также был активным масоном, и принадлежал к масонской ложе Льежа.

## Карьера
В 1846 году написал программу, которая была принята в качестве устава Либеральной партии. В 1847 году был избран в бельгийский парламент и назначен на пост министра общественных работ (до 1848). С 1848 по 1852 был министром финансов. Стал основателем Национального банка Бельгии в 1850 году, уменьшил почтовые расходы, снизил железнодорожные тарифы, отменил ввозные пошлины в городах, отменил налог на газеты и выступал за свободную торговлю.
Его труд La mainmorte et la charité (1854—1857), направленный против консерваторов, значительно повлиял на позиции партии в стране. В результате в 1857 году либералы вернулись к власти, и Фрер-Орбан стал министром финансов (до 1870 года) в кабинете Шарля Рожье, преемником которого и стал в 1868 году. За два года католики вернулись к власти, однако с 1878 до 1884 года он ещё раз возглавлял кабинет министров, одновременно занимая пост министра иностранных дел. Важнейшим шагом на этом посту стал разрыв дипломатических отношений с Ватиканом в 1880 году (были восстановлены в 1884 году).

## Память
Его именем назван сквер в центре Брюсселя. Там же ему установлен памятник.

Его статуя установлена также в Льеже на бульваре d’Avroy.